# Дев Пател
Дев Пател (на английски: Dev Patel) е британски филмов и телевизионен актьор от индийски произход, както и майстор на бойни изкуства. Известен е най-много с ролята си във филма „Беднякът милионер“.

## Биография
Роден е на 23 април 1990 г. в Лондон. Отгледан в Лондон в семейство на индийци, Пател прави екранния си дебют като Ануар Карал в първите два сезона на британската тийндрама Skins (2007 – 2008), получавайки ролята без предишен актьорски опит.
В актьорската си кариера е известен най-вече като актьора, изиграл ролята на Джамал Малик в хитовия филм на режисьора Дани Бойл „Беднякът милионер“, който през 2009 г. спечелва 8 награди „Оскар“ и 4 награди „Златен глобус“.
През 2012 г. играе в нашумелия телевизионен сериал на HBO – „Нюзрум“.